# Carlo Pianta
Carlo Machado Pianta (Porto Alegre, 1967) é um músico, guitarrista, baixista, cantor, compositor e professor brasileiro.

## Biografia
Graduou-se na faculdade de Música da UFRGS, em Porto Alegre, habilitado em Composição, e mais tarde obteve um mestrado em Composição e um doutorado em Letras, ambos na mesma universidade. Tornou-se conhecido como membro de bandas de rock notórias no estado do Rio Grande do Sul e no Brasil.
Fez parte da formação original da banda DeFalla, caracterizada pela audácia e rebeldia, mas deixou o grupo antes da gravação do primeiro disco. Mais tarde voltaria a integrar o DeFalla, participando da gravação de Monstro. Em 1986 foi um dos fundadores e líder da banda Grou, junto com Frank Jorge e Cláudio Calcanhoto, grupo de forte caráter autoral, extinto em 1988. Na mesma época atuou com a banda de Júlio Reny. É membro da Graforréia Xilarmônica, que desde 1987 faz uma original e premiada mistura de influências regionalistas e internacionais, populares e eruditas, com vários discos gravados. Eric Follmann disse na Senhor F que "uma geração inteira na década de 1990 desenvolveu seus tímpanos com as atonalidades de Pianta, Jorge e dos irmãos Birck".
Participou ainda das bandas Ceres e Os Ascensoristas. Fez participações especiais na gravação da demo tape da Aristóteles de Ananias Jr. Dá aulas de música desde 1987, é professor do Centro Universitário Metodista – IPA e tem se dedicado a vários projetos independentes.